# Józef Grudzień
Józef Grudzień, född 1 april 1939 i Piasek Wielki nära Busko-Zdrój, död 17 juni 2017, var en polsk boxare.
Grudzień blev olympisk mästare i lättvikt i boxning vid sommarspelen 1964 i Tokyo.